# Nicola Adams
Nicola Adams (ur. 26 października 1982) – brytyjska pięściarka, mistrzyni olimpijska, medalistka mistrzostw świata oraz Europy amatorek w wadze muszej (51 kg) i koguciej (54 kg).
W 2007 roku Adams zdobyła w barwach Anglii srebrny medal na mistrzostwach Europy w kategorii do 54 kg. Rok później wynik ten powtórzyła na mistrzostwach świata. Następnie zmieniła wagę na muszą (do 51 kg) i na kolejnych dwóch mistrzostwach świata również stawała na drugim stopniu podium. W międzyczasie, w 2011 roku, zdobyła mistrzostwo Europy i mistrzostwo Unii Europejskiej. Swój największy sukces odniosła na igrzyskach olimpijskich w Londynie, gdzie kobiece konkurencje bokserskie miały swój debiut. Adams zdobyła złoty medal w kategorii do 51 kg, stając się tym samym pierwszą w historii mistrzynią olimpijską w boksie. W drodze po tytuł pokonała kolejno Bułgarkę Stojkę Petrową, Hinduskę Mary Kom i Chinkę Ren Cancan.
Sukces ten powtarza na Letnich Igrzyskach Olimpijskich 2016 w Rio de Janeiro, pokonując w finale Francuzkę Sarę Ourahmoune.
Jest otwarcie biseksualna, a w 2012 r. brytyjski The Independent uznał ją za najbardziej wpływową osobę LGBT w Wielkiej Brytanii. W 2018 zaliczona do międzynarodowego grona Barbie Sheroes, jako kobieta wzór dla dziewcząt.